# Viện kiểm sát nhân dân (Việt Nam)

Phù hiệu của ngành Kiểm sát Nhân dân.

Viện kiểm sát Nhân dân là cơ quan có chức năng thực hiện quyền công tố và kiểm sát hoạt động tư pháp của nước Cộng hòa Xã hội chủ nghĩa Việt Nam theo quy định tại Hiến pháp nước Cộng hòa Xã hội chủ nghĩa Việt Nam năm 2013.

## Chức năng, nhiệm vụ
Viện kiểm sát nhân dân là cơ quan thực hành quyền công tố, kiểm sát hoạt động tư pháp của nước Cộng hòa xã hội chủ nghĩa Việt Nam.
- Thực hành quyền công tố là hoạt động của Viện kiểm sát nhân dân trong tố tụng hình sự để thực hiện việc buộc tội của Nhà nước đối với người phạm tội, được thực hiện ngay từ khi giải quyết tố giác, tin báo về tội phạm, kiến nghị khởi tố và trong suốt quá trình khởi tố, điều tra, truy tố, xét xử vụ án hình sự.
- Kiểm sát hoạt động tư pháp là hoạt động của Viện kiểm sát nhân dân để kiểm sát tính hợp pháp của các hành vi, quyết định của cơ quan, tổ chức, cá nhân trong hoạt động tư pháp, được thực hiện ngay từ khi tiếp nhận và giải quyết tố giác, tin báo về tội phạm, kiến nghị khởi tố và trong suốt quá trình giải quyết vụ án hình sự; trong việc giải quyết vụ án hành chính, vụ việc dân sự, hôn nhân và gia đình, kinh doanh, thương mại, lao động; việc thi hành án, việc giải quyết khiếu nại, tố cáo trong hoạt động tư pháp; các hoạt động tư pháp khác theo quy định của pháp luật.

Viện kiểm sát nhân dân có nhiệm vụ bảo vệ Hiến pháp và pháp luật, bảo vệ quyền con người, quyền công dân, bảo vệ chế độ xã hội chủ nghĩa, bảo vệ lợi ích của Nhà nước, quyền và lợi ích hợp pháp của tổ chức, cá nhân, góp phần bảo đảm pháp luật được chấp hành nghiêm chỉnh và thống nhất.

## Tổ chức, bộ máy
Viện kiểm sát nhân dân Việt Nam là một hệ thống độc lập và được tổ chức ở bốn cấp, gồm:
- Viện kiểm sát nhân dân tối cao
- Viện Công tố và Kiểm sát xét xử phúc thẩm (hiện có 3 Viện Công tố và Kiểm sát xét xử phúc thẩm tại Hà Nội, Đà Nẵng và Thành phố Hồ Chí Minh)
- Viện kiểm sát nhân dân tỉnh, thành phố trực thuộc trung ương (hiện có 34 Viện kiểm sát nhân dân cấp tỉnh).
- Viện kiểm sát nhân dân khu vực (hiện có 355 Viện kiểm sát nhân dân khu vực).

Trong hệ thống Viện kiểm sát nhân dân có các Viện kiểm sát quân sự, gồm:
- Viện kiểm sát quân sự Trung ương
- Viện kiểm sát quân sự cấp Quân khu, Quân chủng, Bộ đội Biên phòng
- Viện kiểm sát quân sự cấp Khu vực.

## Các chức danh tư pháp
Các chức danh tư pháp trong hệ thống Viện kiểm sát nhân dân Việt Nam gồm có:
a) Viện trưởng, Phó Viện trưởng Viện kiểm sát nhân dân, Viện kiểm sát quân sự các cấp;
b) Kiểm sát viên: Có 4 ngạch Kiểm sát viên Viện kiểm sát nhân dân: 
1. Kiểm sát viên Viện kiểm sát nhân dân tối cao.
2. Kiểm sát viên cao cấp.
3. Kiểm sát viên trung cấp.
4. Kiểm sát viên sơ cấp.

c) Thủ trưởng, Phó Thủ trưởng Cơ quan điều tra;
d) Điều tra viên: Có 3 ngạch Điều tra viên: 
1. Điều tra viên cao cấp.
2. Điều tra viên trung cấp.
3. Điều tra viên sơ cấp.

đ) Kiểm tra viên: Có 3 ngạch Kiểm tra viên Viện kiểm sát nhân dân: 
1. Kiểm tra viên cao cấp.
2. Kiểm tra viên chính.
3. Kiểm tra viên.

## Tổng số biên chế
Theo số liệu tính vào tháng 9 năm 2018, toàn ngành kiểm sát Việt Nam có 14.231 biên chế (chưa tính số hợp đồng 68).